# 岩城孝章
岩城 孝章（いわき たかあき、1952年〈昭和27年〉 - ）は、日本の地方公務員。高知県産業振興推進部長、高知県副知事、高知空港ビル社長などを歴任。瑞宝中綬章受章。

## 人物・経歴
早稲田大学商学部卒業、1978年 高知県庁に入庁。海洋企画課長、業務改革推進室長、総務部副部長などを歴任。2009年 (平成21年) 4月 産業振興推進部長。2012年1月 十河清の後任として副知事就任。管理型産業廃棄物最終処分場について佐川町長等との調整を行った。2021年3月 井上浩之を後任に副知事退任。同年6月 高知空港ビル代表取締役社長、ニッポン高度紙工業社外取締役。同年11月 技研製作所取締役。

## 栄典
2023年、春の叙勲で地方自治功労により瑞宝中綬章を受章。